# Lawrence McCormick
Lawrence McCormick (né le 12 juillet 1890 à Buckingham, au Québec, et mort le 30 décembre 1961 à Hyannis) est un hockeyeur sur glace américain. Lors des Jeux olympiques d'été de 1920 à Anvers (où le hockey sur glace était au programme olympique), il remporte la médaille d'argent.

## Palmarès
- Médaille d'argent aux Jeux olympiques d'Anvers en 1920